# .csnet
.csnet er et pseudo-generisk topdomæne, der blev anvendt til at identificere sider, der ikke var tilknyttet Internettet og fortælle, at siden var knyttet til CSNET.
Pseudodomænet blev set frem til slutningen af 1980'erne.
| Generiske topdomæner | Spire Denne artikel om generiske topdomæner er en spire som bør udbygges. Du er velkommen til at hjælpe Wikipedia ved at udvide den. |